# Арабська музика

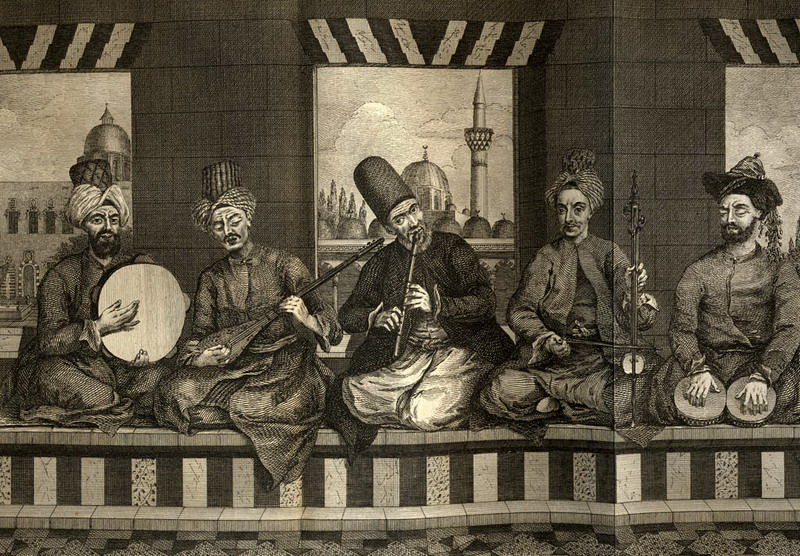
Музиканти в Алеппо, XVIII століття.

Арабська музика (араб. الموسيقى العربية, латиніз. al-mūsīqā al-ʿArabīyah) — це музика арабського світу з усіма різними стилями та жанрами музики. Арабські країни мають багато музичних стилів, а також багато діалектів; у кожної країни є своя традиційна музика.
Арабська музика має довгу історію взаємодії з багатьма іншими регіональними музичними стилями та жанрами. Вона представляє музику всіх народів, які складають арабський світ. На сьогодні — усіх 22 держав.

## Історія
Історики називають різні форми музики Аравійського півострова доісламського періоду терміном Шуара аль-джахілії (شعراء الجاهلية), тобто «поети часів невігластва». Водночас вважалося, що вірші і музику передають їм джини.

### Доісламський період (Аравійський півострів)
Музика доісламського Аравійського півострова була схожа на музику давньої близькосхідної музики. Більшість істориків сходяться на думці, що на Аравійському півострові існували різні форми музики в доісламський період між V і VII століттям нашої ери. Арабські поети того часу — звані шу'ара 'аль-Джахілія (араб.: شعراء الجاهلية) або «поети Джахілі», що означає «поети періоду незнання» — використовувались для декламації віршів з високими нотами.
Вважалося, що Джинс розкриває вірші поетам, а музику — музикантам. У той час хор служив педагогічним закладом, де освічені поети декламували свої вірші. Спів не вважався роботою цих інтелектуалів, а натомість довірявся жінкам з прекрасними голосами, які навчилися грати на тих інструментах, які використовувались у той час — барабан, лютня чи ребаб, та виконували пісні, ґрунтуючись на поетичному метрі. Композиції були простими, і кожен співак співав в єдиному макамі. Серед помітних пісень періоду були Худа (з якого отримано ghina), НАНБ, Санад і rukbani.
Завоювавши територію Близького Сходу (Іран, Візантія), Середньої Азії і Єгипту араби творчо використали традиції більш розвинених культур. Були сприйняті основи грецької музичної теорії, а арабський звукоряд розширився до двох октав. З кінця сьомого століття розпочався розквіт класичної арабської музики, яка ґрунтується на семиступенних ладах. Поруч з основними звуками використовуються проміжні інтервали — Ком. Для арабської музики характерна барвиста мелізматика, яка надає їй оригінальний колорит. В арабській манері співу широко застосовується ковзання від звуку до звуку.

### Ранній ісламський період

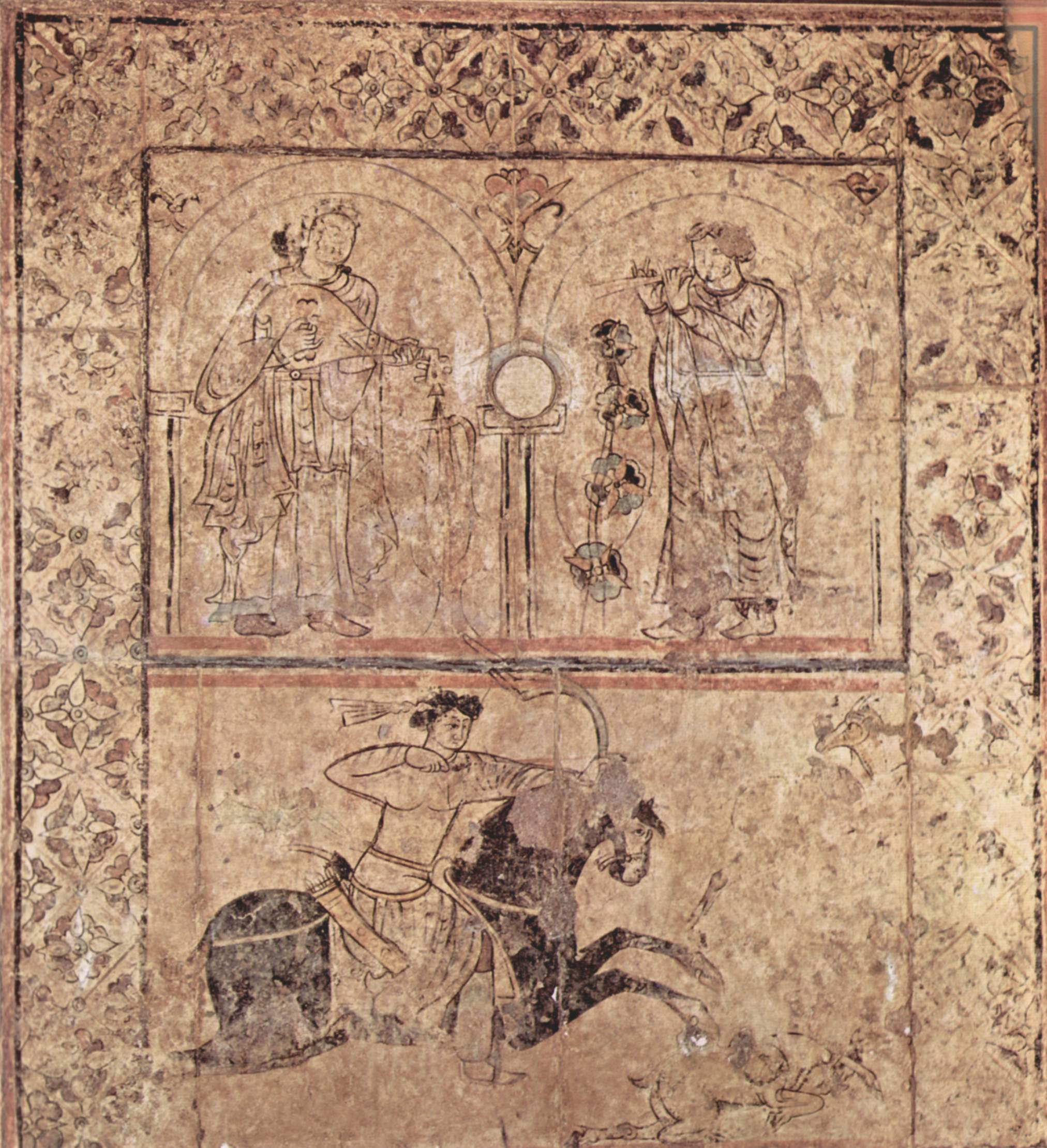
Восьмий століття Омеядів фреска з Каср аль-Хайр аль-Гарбі, Сирія.

І композиції, і імпровізації в традиційній арабській музиці базуються на системі макам. Маками можна реалізовувати або з вокальною, або з інструментальною музикою, вони не включають ритмічні компоненти.
Найбільш поширений жанр арабської класичної музики — вокально-інструментальний ансамбль. Провідна роль в ньому належить співакові. В період правління династії Омеядів найвідомішими співаками були Ібн Мусаджіх, Муслім ібн Мухріз, а також співачка Джаміле. За часів Аббасидів — Ібрахім аль-Мауса (742—804), його син Ісхак аль-Мауса (767—850), а також Мансур Зальзаль.
Арабське музичне мистецтво досягло високого рівня. Серед видатних музичних теоретиків Середньовіччя відзначають Аль-Кінді (801—873), аль-Ісфахані (897—967) і Сафіаддін Урмаві (близько 1230—1294). Відомості про арабську музику містяться в працях аль-Фарабі, Ібн Сіни і ін. Середньовічна арабська музика вплинула на музичне мистецтво Іспанії та Португалії
Аль-Кінді (801—873 рр. Н.е.) був відомим раннім теоретиком арабської музики. Він приєднався до кількох інших, таких як Аль-Фарабі, запропонувавши додати імпровізовану п'яту струну до уд. Він опублікував кілька трактатів про музичну теорію, включаючи космологічні музичні конотації. Він визначив дванадцять тонів в арабській музичній шкалі, ґрунтуючись на розташуванні пальців і струнах уду.
Абульфарай (897—967) написав «Кітаб аль-агані» — енциклопедичну збірку віршів та пісень, що налічує понад 20 томів у сучасних виданнях.
Аль-Фарабі (872—950) написав помітну книгу про музику під назвою Кітаб аль-Мусікі аль-Кабір (Велика книга музики). Його чиста арабська тональна система досі використовується в арабській музиці.
Аль-Газалі (1059—1111) написав трактат про музику в Персії, який заявив: «Екстаз означає стан, який походить від прослуховування музики».
У 1252 році Сафі аль-Дін розробив унікальну форму музичної нотації, де ритми були представлені геометричним зображенням. Подібне геометричне зображення з'явиться у західному світі до 1987 року, коли К'єлл Густафсон опублікував метод подання ритму як двовимірного графіка.

#### Аль-Андалус
До XI століття Ісламська Іберія стала центром виготовлення інструментів. Ці товари поступово поширювалися по всій Франції, впливаючи на французьких трубадурів, і врешті-решт дісталися до всієї Європи. Англійські слова лютня, Ребека і накер отримані з арабського Уд, рабаба і Гоша нагару.  

### XVI-XIX століття
Бартоль Гюргеввіц (1506—1566) провів 13 років рабом в Османській імперії. Після втечі він опублікував De Turvarum ritu et caermoniis в Амстердамі в 1544 році. Це одна з перших європейських книг, що описують музику в ісламському суспільстві. Витоки "танцю живота" дуже неясні, оскільки зображення та описи рідкісні. Можливо, вона виникла в доісламській Аравії. Приклади були знайдені в 200 р. До н. е., що говорить про можливе доісламське походження.

### Сучасність XX століття (Єгипет та Левант)

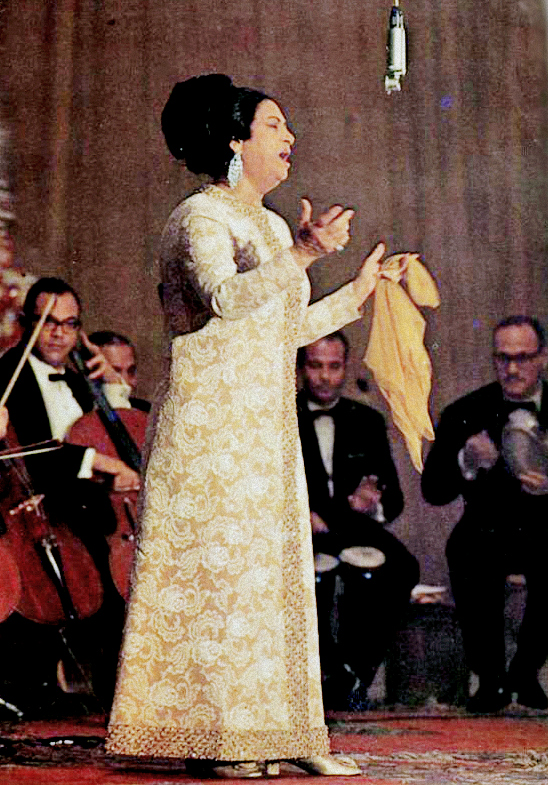
Умм Култум

Сьогодні відбувається повернення до арабських традицій. Але є також течії сучасних композиторів, які свідомо намагаються пов'язати поліфонію та європейську гармонію з арабською гомофонією (музикою), в якій усі інструменти грають одну і ту ж мелодію.
На початку XX століття Єгипет першим у ряді арабських країн зазнав раптового виникнення націоналізму, коли він став незалежним після 2000 років закордонного правління. Будь-які англійські, французькі чи турецькі пісні були замінені національною єгипетською музикою. Каїр став центром музичних інновацій.
Спостерігаються спроби розвитку арабської музики, що базується на знаннях європейської концертної музики чи інших видів музики. Так Ануар Брахем з Тунісу створив власний, успішний у всьому світі синтез, поєднавши різні модальні особливості арабської і західної музики зі складними імпровізаціями джазових музикантів. Те саме стосується композитора і віртуоза Рабіха Абу-Халіля, який базується на музиці Лівану та джазу, а також музикантам, що живуть у Франції, як Сафі Бутелла, які включають елементи раї та музики фьюжн. Wust el-Balad, найвідоміша рок-група з Єгипту, використовує у своїх піснях елементи традиційної арабської музики. Acrassicauda, іракський треш-метал колектив, з іншого боку, виявляє значно сильніший вплив західної рок-музики.
Жінки-співачки одними з перших застосували світський підхід до народної музики. Єгипетська співачка Ум Кульсум та ліванська співачка Файруз були помітними прикладами цього. Обидві були популярні протягом наступних десятиліть, і обидві вважаються легендами арабської музики. По всьому Середземномор'ю марокканська співачка Зохра Аль Фасія була першою виконавицею жіночої статі, яка досягла широкої популярності в регіоні Магрибу, виконуючи традиційні арабські андалузькі народні пісні та пізніше записавши численні власні альбоми.
Протягом 1950-х та 1960-х років арабська музика стала набувати більш західного тону — Єгипетські художники Ум Кульсум та Абдель Халім Хафез разом з композиторами Мохаммедом Абделем Вахабом та Балігом Хамді стали першопрохідцями в застосуванні західних інструментів в єгипетській музиці. До 1970-х років декілька інших співаків почали наслідували західний стиль виконання, так народився стиль Арабської естради. Арабська естрада зазвичай складається із стилістики західних пісень у супроводі арабських інструментів та арабської лірики. Мелодії часто є поєднанням східного і західного стилю. Починаючи з середини 1980-х років, Лідія Ханаан, піонерка музичного стилю, широко розглядалася як перша рок-зірка Близького Сходу успішно поєднала англійську лірику та західний звук із середньо-східними чверть тонами і мікротонами і стала першим міжнародно успішним ліванським звукозаписом.
Західна поп-музика також була під впливом арабської музики на початку 1960-х років, що призвело до розвитку серфінгової музики, жанру рок-музики, який згодом породив гаражний рок та панк-рок. Піонер серф-рок Дік Дейл, ліванський американський гітарист, був під великим впливом арабської національної музики, якої він навчився від свого дядька, зокрема вмінню грати на барабані з вуд і дербаккі (думбек), навички яких він пізніше застосовував до своєї електрогітари, коли записував рок-серфінг на початку 1960-х.
У 90-х роках такий стиль використовували декілька арабських митців, серед них Амр Діаб, Найва Карам, Еліса, Навал Аль Зогбі, Нансі Айрам, Хайфа Вехбе, Ангхам, Фадл Шейкер, Маджида Аль Румі, Ваел Кфурі, Асалах Насрі, Міріам Фарес, Carole Samaha, Yara, Саміра Саїд, Хішам Аббас, Kadhem Аль Сахер, Мустафа Амар, Ehab Тауфік, Mohamed Фуад, Діана Хаддад, Мохамед Мунір, Латіфа, Cheb Khaled, Джордж Wassouf, Хакім, Fares Karam, Джулія Бутрос і Амаль Хіджазі.

## Вплив арабської музики

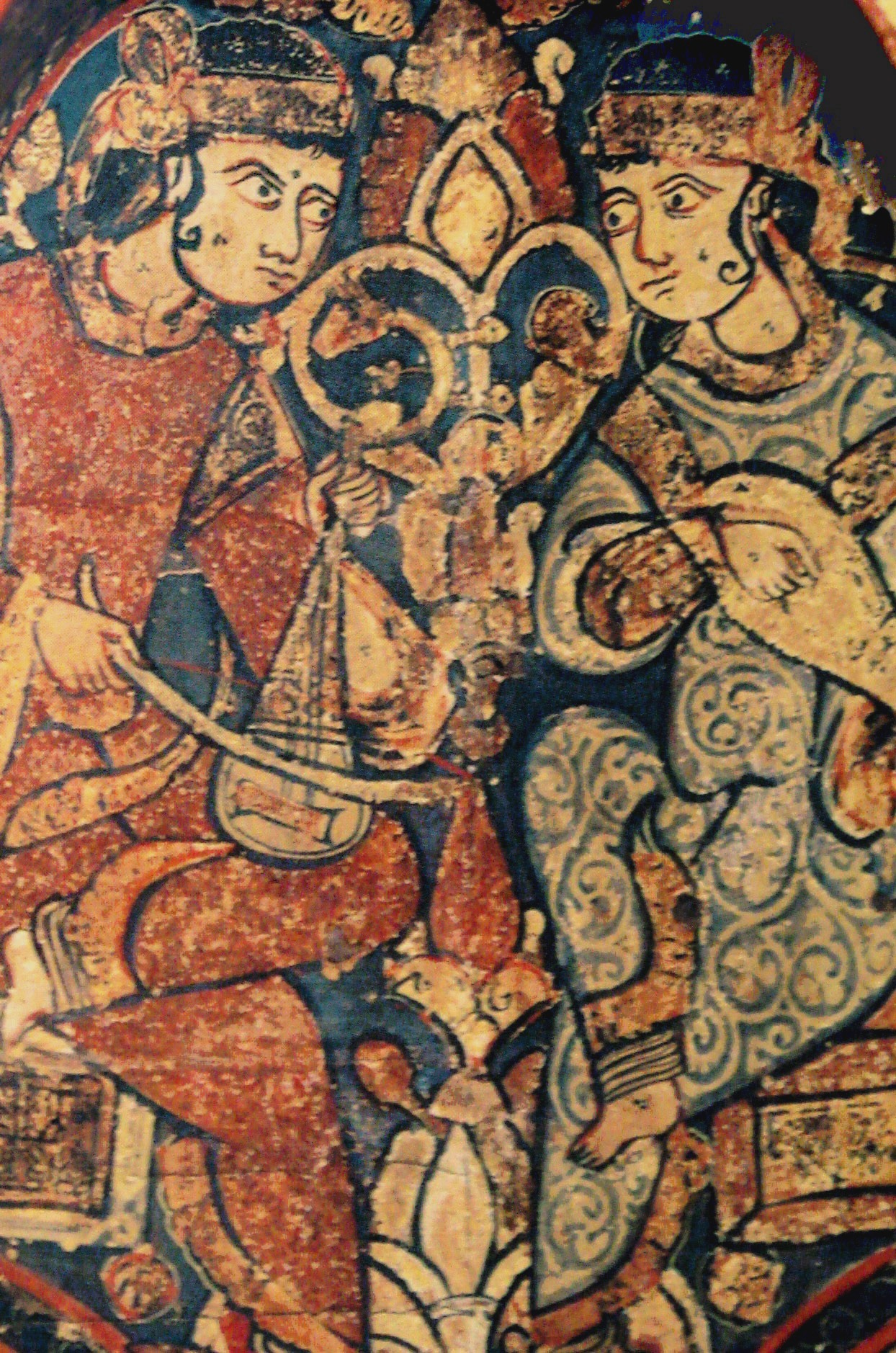
Арабська живопис музикантів XII століття в Палермо, Сицилія.

Більшість музичних інструментів, які використовуються в європейській середньовічній та класичній музиці, мають коріння з арабських музичних інструментів, які прийшли з середньовічного ісламського світу. До них належать лютні, похідні від уду ; ребек (родоначальник скрипки) від ребава, гітара з цитара, накер з накарех, adufe з аль- Даффа, альбока з аль-бук, анафіл з аль-нафір, есбеба (тип флейти) від аль-шабаби, атабал (тип басового барабана) від аль-табл, atambal від аль-tinbal, Балабан, кастаньєти з kasatan і sonajas де azófar від sunuj аль-sufr.
Арабський рабаб, також відомий як шипова скрипка, є найдавнішим відомим нахиленим струнним інструментом і родоначальником усіх європейських кланяються інструментів, у тому числі ребека, візантійської ліри та скрипки. Арабський уд в ісламській музиці був прямим родоначальником європейської лютні. Уд також цитується як попередник сучасної гітари. Гітара має коріння у чотириструнному уді, принесеному в Іберію маврами у 8 столітті. Прямим предком сучасної гітари є гітара- guitarra morisca (Мавританська гітара), яка використовувалася в Іспанії до 12 століття. До 14 століття його просто називали гітарою.
Арабські музиканти, швидше за все, впровадили або популяризували ряд середньовічних конічних інструментів включаючи кселамі (від зулами).
Деякі вчені вважають, що трубадури, можливо, мали аравійське походження, при цьому Магда Богін заявила, що арабські поетичні та музичні традиції були одними із багатьох впливів на європейську «любовну поезію». Еварісте Леві-Провансаль та інші вчені заявили, що три рядки поеми Вільяма IX Аквітанської були в якійсь формі арабською мовою, що свідчить про потенційне андалузьке походження його творів. Вчені намагалися перекласти ці рядки і створили різні версії перекладу. Середньовічний Іштван Франк стверджував, що рядки взагалі не арабські, а натомість результат переписання оригіналу пізнішим писарем.
Теорію про те, що традиція трубадурів була створена Вільямом після його досвіду мавританського мистецтва під час боротьби з Реконкісткою в Іспанії, відстоювали Рамон Менендес Підал та Ідріс Шах. Джордж Т. Бук стверджує, що існує лише одна документально підтверджена битва, в якій Вільям брав участь в Іспанії, і це сталося наприкінці його життя. Бук додає, що у Вільяма та його батька були іспанські предки в їхній багатодітній родині, і хоча він не має жодних доказів, що він сам знав арабську, він, можливо, дружив з деякими європейцями, які могли розмовляти цією мовою. Інші стверджують, що уявлення про те, що Вільям створив концепцію трубадурів, саме по собі є неправильним, і що його «пісні представляють не зародження традиції, а вершини досягнення в цій традиції».
Більшість науковців вважають, що система музичних нотацій Гідо Ареццо Солфеж бере свій початок з латинського гімну але інші припускають, що натомість вона мала арабське походження. Стверджувалося, що склади сольфеджіо (до , ре, мі, фа, соль, ля, сі) можуть бути отримані із складів арабського сольфеджіо системи Durr-я-Mufassal («Розділений Жемчуг») (Даль, ра, мім, фа, сумно, лам). Це твердження вперше запропонував Менінський у своєму « Thesaurus Linguarum Orientalum» (1680). Однак для цієї очевидної теорії немає жодних документальних доказів, і арабських музичних рукописів, що використовують послідовності з арабського алфавіту, не існує. Генрі Джордж Фармер вважає, що немає твердих доказів щодо походження нотації, і тому теорія аравійського походження та теорії гімнального походження однаково достовірні.

## Жанри

### Франко-арабська
Франко-арабська музика — популярна форма музики поєднання середнього Заходу та Сходу, багато в чому схожа на сучасну арабську естраду. Ця суміш західної та східної музики була популяризована такими артистами, як Даліда (Єгипет), Семмі Кларк (Ліван) та Альдо з Австралії. Хоча франко-арабська музика включає в себе багато форм міжкультурного поєднання між Заходом і Близьким Сходом, музично жанр об'єднує багато стилів, як це видно в піснях, що містять арабську та італійську, арабську та французьку мови і, звичайно, арабську та англійську мови стилі чи лірику.

### Арабські R&B, реггі та хіп-хоп
Останніми роками також спостерігалося зростання R&B, реггі та хіп-хопу. Ці пісні зазвичай містять реп в традиційній арабській поп- пісні (наприклад, пісні Іштара «Хабібі Сава»). Марокканський співак Елам Джей розробив сучасну версію жанру Gnawa, поєднання з R&B, яку він назвав Gnawitone Styla. Ще одна варіація сучасної Гнави, зіграної в Марокко, введена Дарга. Базуючись у Касабланці, група об'єднується з Гнавою з Реггі Політичні реггі- артисти, такі як TootArd з окупованої Сирійської Голанської висоти та з Хайфи (спочатку з Ікріта), почали набирати популярність у Палестині в 2011 році після прем'єри YouTube пісні про Арабську весну (головним чином революції Тунісу), що називається «Зелена революція», яку співає ансамбль палестинських артистів, найбільш помітним серед них є Махмуд Дрере з DAM.Популярна Шадіа Мансур, британська палестинська репер-вокалістка, відома як «Перша леді арабського хіп-хопу».   Більшість її музики зосереджена на палестинській справі.
Також є марокканська естрада, яку представляє марокканський співак Оусама Бельсен. У своїх піснях він поєднує американську та марокканську музику.
Однак деякі артисти працюють використовуючи винятково чисті R&B біти та стиль реггі, такі як Darine. Це зумовлене змішаною критикою та комерційною необхідністю. Однак на сьогодні це не є дуже поширений жанр.

### Арабська електроніка
Електронна танцювальна музика — ще один жанр, який став дуже популярним. Часто пісні в цьому жанрі поєднують електронні музичні інструменти з традиційними близькосхідними інструментами. Такі композитори, як Річі, популяризували цей стиль такими піснями, як «Ana Lubnaneyoun».

### Арабський джаз
Ще одна популярна форма мистецтва Заходу зустрічається з музичним мистецтвом Сходу. Завдяки цьому поєднанню стає також популярний арабський джаз, у якому багато пісень із використанням джазових інструментів. Ранні джазові впливи почалися із використання саксофона музикантами, такими як Самір Сурур, у «східному» стилі. Використання саксофона таким чином можна знайти у піснях Абделя Халіма Хафеза, а також у Кадім Аль Сахір та Ріда Аль Абдалла сьогодні. Перші основні джазові елементи були включені в арабську музику братами Рахбані. Пізніша робота Фейруза майже виключно складалася з джазових пісень, складених її сином Зіадом Рахбані. Зіад Рахбані також був першопрохідником сьогоднішнього східного джазового руху, в якому зараз працюють співаки, серед яких Рима Хчейч, Сальма Ель Мосфі та (за певних випадків) Латіфа. Також ми можемо знайти багато джазової музики в піснях Мохамеда Муніра, починаючи з його першого альбому Алемонія Енекі в 1977 році, і він взагалі вважається Королем арабського джазу та арабської музики. Ще одним помітним виконавцем цього жанру є палестинська співачка Реем Келані, яка поєднує джаз з арабською музикою, як у власних композиціях, так і в аранжуваннях традиційних пісень.
Арабський джаз отримав в свої доробки багато нових композицій з кінця 20 століття:
- Модальні форми з Ануаром Брахем і Рабіхом Абу Халилом
- Змішаний електричний досвід із Dhafer Youssef
- Нові стилі поп-джазу з Тіті Робін та Туфіком Фарурухом
- Інші молодіжні акустичні переживання з Hamdi Makhlouf, Amine &amp; Hamza M'raihi та Jasser Haj Youssef

### Арабський рок
Рок-музика популярна у всьому світі, арабський світ не є винятком. Протягом багатьох років було багато арабських рок-груп, які поєднували звуки рок, металу та альтернативний рок із традиційними арабськими інструментами.  
Арабський рок викликає багато уваги в останній час на Близькому Сході завдячуючи таким групам, як Кайрокі, JadaL, Каян (Група), Autostrad, Ель Morabba3 і Akher Zapheer з Йорданії, Єпископи Вантон, Машр Лейли і Meen з Лівану, MASSAR Egbari, Цукор, Віверн та мультфільм-вбивця Єгипту, Халасу та Хаосу Палестини та Арассікауди Іраку. Туніська рок-група Мірат набирає популярності у всьому світі. Гурт Hoba Hoba Spirit з Марокко також набирає популярність, особливо в регіоні Магрибу. Алжирський музикант Алжир Рахід Таха грає ф'южн- рок і рап.
Нещодавно на андрдер-сцені в арабському світі з'явилася нова хвиля гуртів. До них належать Шагхаф, Хаял, Сада Та, Код Маср і Ева з Єгипту та Айлоул Ліванський.

## Музичні регіони
У світі сучасної арабської музики вже давно панують музичні течії, що прийшли з Каїру, Єгипет. Місто, як правило, вважається культурним центром в арабському світі. Інновації в популярній музиці через вплив інших регіональних стилів також поширилися від Марокко до Саудівської Аравії. В останні роки Бейрут став важливим містом, де співаки можуть вільно співати на різних арабських мовах та говірках. Інші регіональні стилі, які користуються популярним музичним статусом у всьому арабському світі, включаючи:

### Північна Африка
- Al Jeel (Єгипет)
- Музика Шаабі (Єгипет)
- Торговий центр(Єгипет)
- Semsemya (Єгипет)

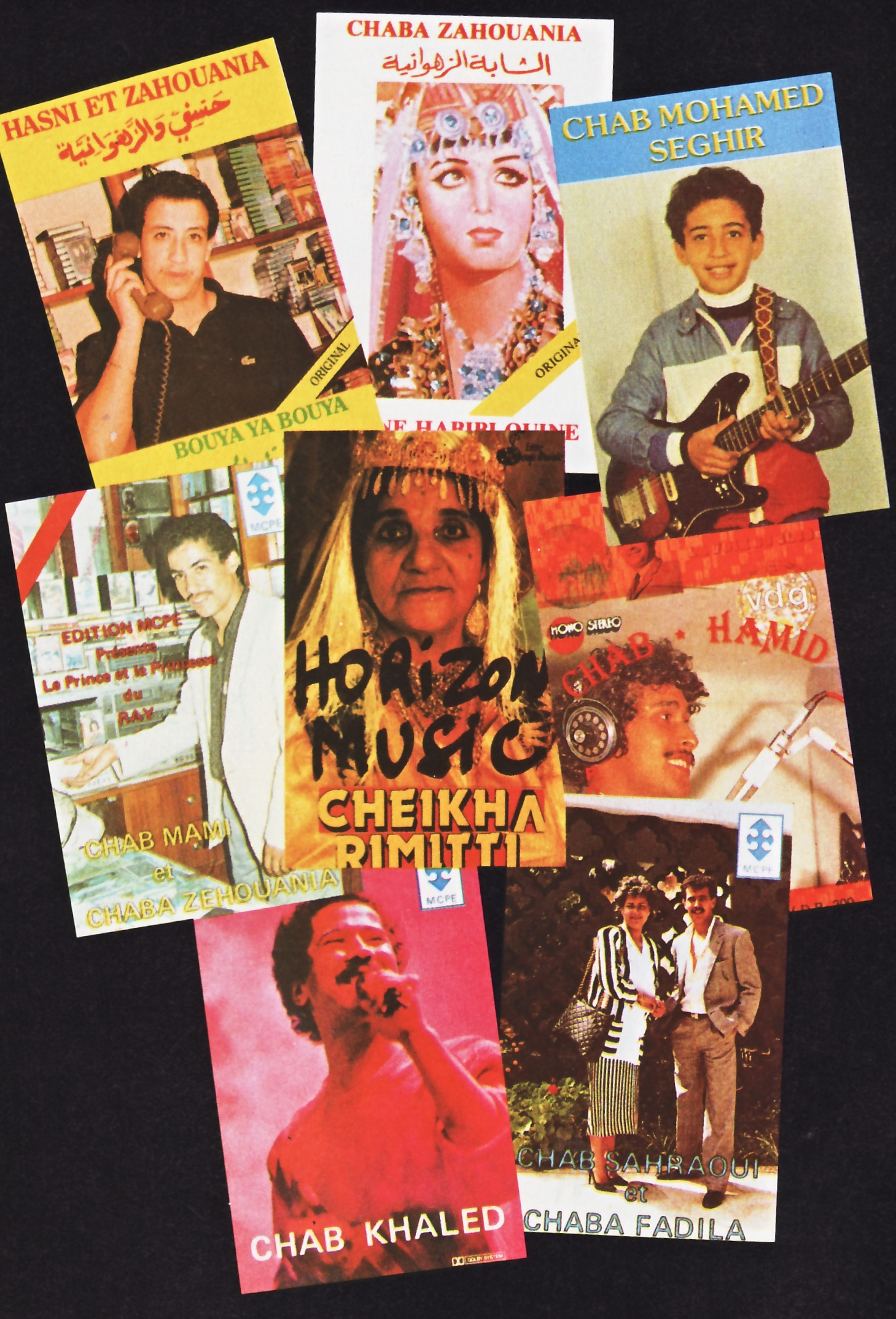
Колекція альбомів Raï 1980-х років.

- Андалузька класична музика (Марокко та Алжир) та Туніс
- Малуф (Туніс)
- Чаабі (Алжир)
- Чаабі (Марокко)
- Гнава (Марокко та південний захід Алжиру)
- Хакіба
- Мальхун (Марокко)
- Мезвед (Туніс)
- Raï (Алжир)

### Аравійський півострів

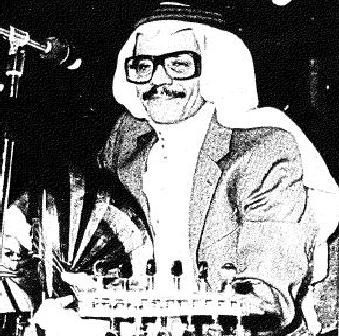
Талал Мадда, відомий саудівський музикант.

- Адані
- Ардам
- Fann at-Tanbura
- Фіджірі
- Халиджі
- Ліва
- Мізмар
- М'алая
- Самрі
- Пила
- Йоула

## Сакральна та художня музика

### Сакральна музика
Арабська релігійна музика включає єврейську (Пізмонім і Бакашот), християнську та ісламську музику. Однак ісламська музика, включаючи таджвіди або декламація читання в Корані, структурно рівнозначна арабській світській музиці, тоді як християнська арабська музика зазнала впливу сирійської православної, католицької, греко-православної, англіканської, коптської та маронітської церковної музики.

### Художня музика
Світські музичні жанри мистецтва включають в себе макам аль-іракі, андалусі нубах, мувашшах, пісні Фіджірі, касіда, лаялі, маввал, таксім, башраф, сама'і, тахміла, дулаб, піла та ліва.

## Характеристика арабської музики

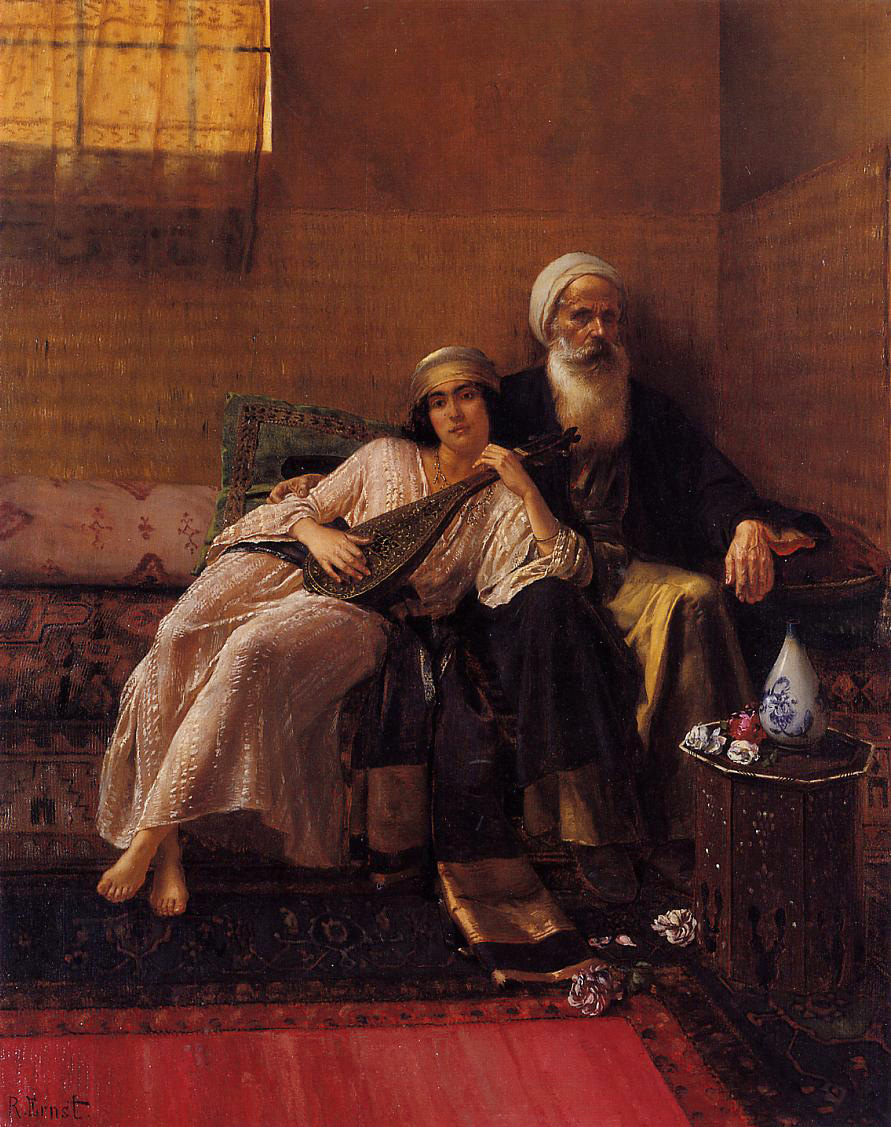
Музикант Рудольфа Ернста.

Значна частина арабської музики характеризується акцентом на мелодію та ритмічність, на відміну від гармонії. Є кілька жанрів арабської музики, які є поліфонічними, але, як правило, арабська музика є гомофонічною.
Хабіб Хассан Тума стверджує, що існує п'ять компонентів, які характеризують арабську музику:
1. Арабська тональна система ; тобто система музичної настройки, яка спирається на конкретні інтервальні структури і була винайдена аль-Фарабі в 10 столітті[4]
2. Ритмічно-часові структури, що створюють велику різноманітність ритмічних візерунків, відомих як « awzan» або «вага», які використовуються для супроводу дозованих вокально-інструментальних жанрів, для акцентування чи надання їм форми.
3. Ряд музичних інструментів, які зустрічаються по всьому арабському світу, що представляють собою стандартизовану тонову систему, граються загально стандартизованими методами виконання та демонструють подібні деталі в конструкції та дизайні.
4. Специфічні соціальні контексти, що створюють підкатегорії арабської музики або музичні жанри, які в широкій мірі можна класифікувати як міські (музика жителів міста), сільські (музика жителів країни) або бедуїни (музика жителів пустелі)… "
5. Арабський музичний менталітет, "відповідальний за естетичну однорідність тонально-просторових та ритмічно-часових структур у всьому арабському світі, будь то складені чи імпровізовані, інструментальні чи вокальні, світські чи сакральні ". Тума описує цей музичний менталітет як складений з багатьох речей.

### Система Maqam

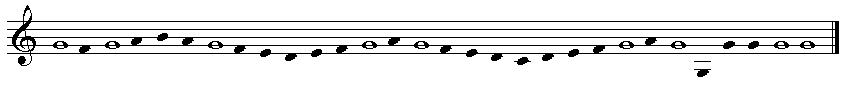
Приклад рівня тону Maqam

Основою арабської музики є макам (пл. Maqamat), який виглядає як режим, але не зовсім однаковий.   Тонічна нота, домінуюча нота та закінчення нота (якщо не відбувається модуляція), як правило, визначаються використовуваним макам. Теорія арабської макам, яка приписується в літературі протягом вікових назв від 90 до 110 макам, які об'єднуються в більші категорії, відомі як фашила. Фасіла — це угруповання макам, перші чотири первинних смоли яких спільні.

#### Айнас
Макам складається щонайменше з двох айнів або масштабних сегментів. Ajnas — множинна форма джин, що в перекладі з арабської мови походить від латинського слова роду, що означає «тип». На практиці Jins є або триструнна музичним інструментом (три ноти), тетрахорд (чотири ноти), або пентахорд (п'яти нот). Макам зазвичай покриває лише одну октаву (зазвичай дві айни), але може охоплювати більше. Як і мелодійний мінорний масштаб, деякі макамати використовують різні аджні при спуску та підйомі. Через постійні інновації та появу нових айнів та через те, що більшість науковців музики не досягли консенсусу з цього приводу, тверда цифра щодо загальної кількості використовуваних айнів невірна. На практиці, однак, більшість музикантів погодяться є, принаймні, вісім основних ajnas: Раст, Баіт, sikah, Хіджаз, саб, курд, nahawand і аджам, і часто використовувані варіанти, такі як nakriz, Атар курд, sikah Беладі, саб zamzama. Наприклад, Мухаліф — рідкісна родина джинів (у сіках), яка використовується майже виключно в Іраку, і її не використовують у поєднанні з іншими айнами.

### Мікротони в арабській музиці
На відміну від традицій західної музики, арабська музика містить мікротони, що представляють собою ноти, що лежать між нотами у західній хроматичній шкалі. Хоча ноти в хроматичній шкалі розділені півтонами (або на півкроку), ноти в арабській музиці можна розділити на чверть тонів. У деяких теоретичних методах виконання має існувати четверта тональна шкала або всі двадцять чотири тони, але, згідно з Юсуфом Шакі (1969), на практиці використовується менше тонів.
Крім того, в 1932 р. На Каїрському конгресі арабської музики, що проходив у Каїрі, Єгипет, і на якому були присутні такі західні світила, як Бела Барток і Генрі Джордж Фармер, були зроблені експерименти, які остаточно визначили, що ноти в реальному використанні суттєво відрізняються від рівномірно — темперованої 24-тональної шкали. Крім того, інтонація багатьох цих нот незначно відрізняється від регіону до регіону (Єгипет, Туреччина, Сирія, Ірак).

#### Регіональні ваги
У результаті цих висновків було видано таку рекомендацію: "Темперовану шкалу та природну шкалу слід відкинути. В Єгипті єгипетська шкала повинна зберігатися зі значеннями, які були виміряні з усією можливою точністю. Турецька, сирійська та іракська шкали повинні залишатися такими, якими вони є.... " Як у сучасній практиці, так і в музиці, записаній протягом минулого століття, використовується декілька різних шкал Es між E-плоскою та Е-натуральною західною хроматичною шкалою, які залежать від типів макам та використовувані айни та регіон, в якому вони використовуються.

#### Практичне використання
Музиканти та викладачі називають ці ноти між ними як чверть тонів, використовуючи «напівплоскі» або «напівгострі» як позначення між плоскістю та гостротою для зручності номенклатури. Виконання та викладання точних значень інтонації в кожному джині чи макам, як правило, здійснюється на слух. Слід також додати, посилаючись на коментар Хабіба Хасана Туми вище, що ці чверть тонів не використовуються скрізь у макаматі: на практиці арабська музика не модулює до 12 різних тонічних областей, як добре темперований клавір. Найчастіше використовуються чверть тонів на E (між E і E ♭), A, B, D, F (між F і F ♯) і C.

### Вокальні традиції
Арабська класична музика знана своїми відомими співаками-віртуозами, які виконують довгі, вишукано орнаментовані мелісматичні мелодії та відомі тим, що залучають аудиторію в екстаз. Його традиції походять з доісламських часів, коли раби- жінки, що співали, розважали вельмож, надихали воїнів на полі бою своїми віршами-раджазами та виступали на весіллях.

### Інструменти та ансамблі

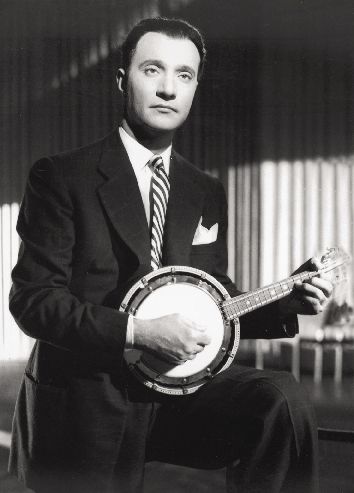
Мохамед Абдель Вахаб грає на мандоліні-банджо в Ґазалі аль-Банаті.

В основному розрізняють регіонально поширені народні музичні інструменти та класичні арабські інструменти, які представлені на всій арабській культурній території. Відповідно до середньовічних класифікацій музичних інструментів, арабська лютня переважала у використанні, а потім інші духові інструменти. Барабани в арабській музиці зазвичай асоціюються з народними танцями.
Музичні інструменти поділяються на групи духових інструментів, струнних інструментів, ударних інструментів. Скрипка коса Рабаб — один із народних музичних інструментів — характеризується невеликим розміром - часто половина шкаралупи кокосового горіха. Але є й інші форми, такі як форма коробки. Потім це називають лютнею для шампура. Довгошия лютня Buzuq змінила статус протягом ХХ-го століття від простого супровідного народного музичного інструменту до інструменту мелодії, який також використовується в класичній арабській музиці.
Однак у всьому арабському світі можна знайти такі ансамблеві інструменти: у традиційних арабських інструментальних ансамблях, таких як лютня (عود), цитра (قانون), скрипка, у народній музиці грали однострунні скрипки та поздовжня флейта. Поздовжня флейта (ناي) зустрічається у народній та класичній музиці. Арабські барабани зазвичай називають табл. Сюди входить бубон (رق) і барабан (دربكة). На відміну від цього, традиційний іракський ансамбль «chalghi», крім ударних інструментів, знає лише два мелодійних інструменти: чотириструнну скрипку з шипами та цимбали сантур (سنتور).
Прототипи арабської музики, ансамблі в Єгипті і Сирії відомі як тахти, включають в себе (або відомі в різні періоди часу) інструменти, такі як "уда, Переддень, рабаба, Нея, скрипка (введено в 1840 — х або 50 — х роках), RIQ і Дарбука. В Іраку традиційний ансамбль, відомий як чалга, включає лише два мелодичні інструменти — джоуза (схожий на рабаб, але з чотирма струнами) та сантур — у супроводі ріку та Дарбука. Арабський світ поєднав інструменти із Заходу, включаючи електричну гітару, віолончель, контрабас та гобой, а також впливав на джаз та інші зарубіжні музичні стилі. Іншими арабськими ударними інструментами є бендір (каркасний барабан) та дьоготь (طار), які використовуються в класичній північноафриканській музичній традиції, а також у народній та популярній музиці.
З середини XIX століття завдяки контакту з колоніальними державами та їх музичною культурою все більше європейських музичних інструментів потрапляло в арабську музику, наприклад, європейська скрипка, віолончель, контрабас, а також акордеон, саксофон і, нарешті, фортепіано та клавіатура, що привело до того, що певні мелодії більше не можна було відтворювати, оскільки їх важко або неможливо виконати на клавішних інструментах.
Однак співаки залишаються зірками, особливо після розвитку галузі звукозапису та кіно в 1920-х роках у Каїрі. Ці співочі знаменитості є (або були) найбільшими зірками арабської класичної музики, до них належать Фарід Аль Авеаш, Асмахан, Абдель Халім Хафез, Саїд Дарвіш, Мохамед Абдель Вахаб, Варда Аль-Джазарія, Вадіх Ель Сафі, Фаруз, Сабах та Умм Kulthum

## Подальше читання
- Лодж, Девід і Білл Бадлі. «Партнер поезії». 2000 рік. У Броутоні, Саймон та Еллінгем, Марк із МакКончі, Джеймсом та Дуеном, Орла (Ред.), World Music, Vol. 1: Африка, Європа та Близький Схід, С. 323—331. Грубі путівники ТОВ, Книги пінгвінів. ISBN
- Шилоах, Амнон. Музика у світі ісламу. Соціокультурне дослідження 2001 рік. ISBN
- Хуліан Рібера і Тарраго. La música árabe y su influencia en la española (1985). (in Spanish)
- Фернандес Манцано, Рейнальдо. De las melodías del reino nazarí de Granada a las estructuras musicales cristianas. La transformación de las tradiciones Hispano-árabes en la península Ibérica. 1984 рік. ISBN 8450511895
- Феррандес Манцано, Рейнальдо і Сантьяго Сімон, Еміліо де (Координація і нагляд за ред.)). Música y Poesía del Sur de al-Andalus. 1995 рік. ISBN 8477823359
- Феррандес Манцано, Рейнальдо.: Музика Аль-Андалуса та культура середньовічної культури, історія міста, Гранада, Університет та Гранада, 2012 рік. ISBN 9788490280935